# Andreas Joseph von Koháry
Graf Andreas Joseph von Koháry (* 30. November 1694 in Csábrag in Ungarn; † 4. Dezember 1758 in Szent-Antal) war k.k. General der Kavallerie und Geheimer Rat.

## Herkunft
Seine Eltern waren der Graf Wolfgang von Koháry (1650–1704) und dessen Ehefrau der Gräfin Maria Luise von Rechberg († 9. September 1750). Sein Onkel war Stephan von Koháry.

## Leben
Er ging jung in kaiserliche Dienste und kam in das Kürassier-Regiment Nr. 5 Seher. Er kämpfte 1716 im 6. Türkenkrieg. In der Schlacht von Peterwardein wurden ihm drei Pferde nach einander unterm Leib erschossen, er kämpfte dann mit einem vierten weiter. Bei der Belagerung von Belgrad wurde er verwundet. Er kämpfte auch 1736 im 7. Türkenkrieg. Für den Krieg errichtete er bereits 1734 auf eigene Kosten für über 150.000 Gulden ein Dragoner-Regiment, das Regiment wurde als 1766 als Dragoner-Regiment Althan aufgelöst. Koháry wurde zum Oberst befördert und zum Inhaber dieses Regiments ernannt. Am 5. März 1739 wurde er zum Generalmajor befördert. Anlässlich ihrer Thronbesteigung wurde er am 30. September 1741 von der Kaiserin Maria Theresia zum Feldmarschall-Lieutenant ernannt. Bei ihrer Krönung wurde er dann Kapitän der ungarischen Garde. Schließlich wurde er am 12. Juni 1754 mit Rang vom 17. November 1748 auch General der Kavallerie. Für das von der Kaiserin Maria Theresia gegründete Spital stiftete er mehrere Krankenbetten.

## Familie
Koháry heiratete am 20. September 1720 in Wien die Freiin Maria Theresia von Thavonath (* um 1696; † 7. Oktober 1773). Das Paar hatte drei Töchter und vier Söhne:
- Nikolaus  (* 9. Juli 1721; † 14. November 1769), Obergespan des Komitats Hont und Generalmajor
- Ignaz Joseph (* 2. Dezember 1726; † 10. Oktober 1777) ⚭ 1758 Gräfin Maria Gabriela von Cavriani (* 11. September 1739; † 29. Juli 1803)[7], Eltern von Ferenc József Koháry
- Anatal (1758)
- Maria Polyxena Josepha (* 1734 (1729 ?); † 9. Januar 1804) ⚭ Graf Karl Erdődy von Monyoroker (* 1734 (1737 ?); † 21. Juni 1811), k.k. Kämmerer[8]
- Maria Theresia
- Karoline († 15. Januar 1801) ⚭ Graf Joseph Anton Franz von Mittrowsky (1733–1808)
- Johann Nepomuk (1733–1800 (1780?)), Direktor am Burgtheater ⚭ 1779 Baronin Maria Theresia von Pinelli